# Conostigmus nuchalis
Conostigmus nuchalis är en stekelart som beskrevs av Paul Dessart och Cancemi 1987. Conostigmus nuchalis ingår i släktet Conostigmus och familjen trefåresteklar. Inga underarter finns listade i Catalogue of Life.